# Общество восстановления православного христианства на Кавказе
Общество восстановления православного христианства на Кавказе (ОВПХК) — православная организация, существовавшая с 1860 по 1917 год.

## История
Идея учреждения ОВПХК принадлежала князю Александру Барятинскому, в 1856—1862 годах занимавшему пост царского наместника на Кавказе. В 1857 году он представил Александру II записку «О положении христианской веры между горными племенами Кавказа», в которой изложил аргументы о необходимости учреждения общества, его цели и задачи. Проанализировав, как на протяжении столетий менялись религиозные взгляды народов Кавказа, Барятинский пришёл к выводу, что несколькими веками ранее многие кавказские народы исповедовали христианство. Согласно его наблюдениям, в середине XIX века религиозные понятия осетин, абхазов, хевсуров, сванов представляли собой смесь христианства, ислама и язычества.
При рассмотрении вопроса о названии общества Барятинский отвечал, что следует решить, должно ли оно распространять христианство или только восстанавливать. При обсуждении этого пункта с митрополитом Киевским Исидором и экзархом Грузии Евсевием было выбрано название «Общество восстановления православного христианства на Кавказе».
Устав общества был утверждён 9 июня 1860 года. Организация располагалась в Тифлисе.
29 января 1865 года Александр II утвердил новый устав организации. Председателем общества оставался наместник Кавказский. Он же по новому уставу возглавлял и совет общества (ранее его возглавлял экзарх Грузии).
В 1882 году обер-прокурор Святейшего синода Константин Победоносцев заявил, что общество не выполняет своих прямых задач, обособившись от церковной власти. 14 января 1885 года Победоносцев представил в Комитет министров дело о преобразовании ОВПХК. По новому уставу общество было подчинено Синоду под непосредственным ведением экзарха Грузии.
Согласно сохранившейся статистике общества, к 1885 году были крещены 207 мусульман, в православие обратились 219 армяно-григориан и 228 несториан. К концу столетия православие приняли 241 мусульманин и 6 иудеев.
В 1910 году ОВПХК отметило пятидесятилетний юбилей своей работы. К юбилею были выпущены фотоальбом и «Обзор деятельности Общества восстановления православного христианства на Кавказе за 1860—1910 гг.».
В 1917 году общество прекратило своё существование.

## Состав общества
В составе членов общества были представлены различные сословия и профессиональные группы: дворяне, чиновники, священнослужители, купцы, военные, мещане, крестьяне, казаки. К середине 1860-х годов в организации насчитывалось более 1000 человек.
В уставе общества устанавливались четыре разряда членства (почётные, действительные члены, члены-сотрудники, ревнители) и особые знаки для каждого разряда. Получение разряда и права на ношение знаков подкреплялось ежегодным взносом.

## Цели и задачи общества
- перевод богослужебных книг на языки народов Кавказа;
- строительство и восстановление храмов;
- составление руководства для миссионеров;
- преподавание языков народов Кавказа в Тифлисской и Ставропольской семинариях;
- распространение грамотности среди местных жителей;
- налаживание тесных связей с местным населением;
- миссионерская деятельность среди народов Кавказа, исповедующих другие религии и конфессии[2].